# Яред Асмером
Яред Асмером — эритрейский бегун на длинные дистанции. Серебряный призёр чемпионата мира по полумарафону 2005 года в командном зачёте. В 2005 году финишировал 25-м в марафоне на чемпионате мира в Хельсинки. На чемпионате мира 2007 года занял 4-е место на марафонской дистанции. На Олимпийских играх 2008 года занял 8-е место в марафоне. Двукратный призёр марафона озера Бива, в 2008 году занял 2-е место, а в 2009 году 3-е место. В 2010 году финишировал 19-м на Франкфуртском марафоне. На чемпионате мира 2011 года не смог закончить марафонскую дистанцию.
В настоящее время является рекордсменом Эритреи в марафоне.
На олимпийских играх 2012 года занял 19-е место.

## Сезон 2013—настоящее время
7 декабря занял 8-е место на Фукуокском марафоне — 2:10.09.